# الصلول (السدة)

تعديل مصدري - تعديل

الصلول محلة تابعة لقرية المان، التابعة لعزلة وادي عصام بمديرية السدة إحدى مديريات محافظة إب في الجمهورية اليمنية.، بلغ تعداد سكانها 39 حسب تعداد اليمن لعام 2004.